# Jules Szymkowiak
Jules Szymkowiak (Heerlen, 1 oktober 1995) is een Nederlands autocoureur.

## Carrière

### Karting
Szymkowiak begon in het karting in 2009, waarbij hij vijftiende werd in de Rotax Max Junior-klasse van het VAS Championship. In 2011 werd hij derde in zowel de DD2-klasse van de Rotax Max Euro Challenge, de BNL Karting Series en de Rotax International Open en zevende in de DD2-klasse van de Rotax Max Wintercup. In 2012 werd hij derde in de DD2-klasse van de Rotax Max Wintercup en vierde in de KZ2-klasse van de Benelux Karting Series.

### Formule BMW
Aan het eind van 2012 maakte Szymkowiak zijn debuut in het formuleracing, waarbij hij ging rijden in de Formule BMW Talent Cup Shootout. Hier werd hij gedeeld kampioen samen met Robin Hansson. In 2013 ging hij rijden in het hoofdkampioenschap van de Formule BMW Talent Cup. In de Grand Final van dit kampioenschap eindigde hij als zesde in het kampioenschap.

### Formule 3
In 2014 maakte Szymkowiak zijn Formule 3-debuut in het Europees Formule 3-kampioenschap. Hij reed samen met Max Verstappen en Gustavo Menezes voor het Nederlandse team Van Amersfoort Racing.